# Hernando de Cabezón
Hernando de Cabezón (Madrid, 7 de septiembre de 1541 - Valladolid, 1 de octubre de 1602) fue un organista y compositor español, hijo del también músico Antonio de Cabezón. 

## Biografía

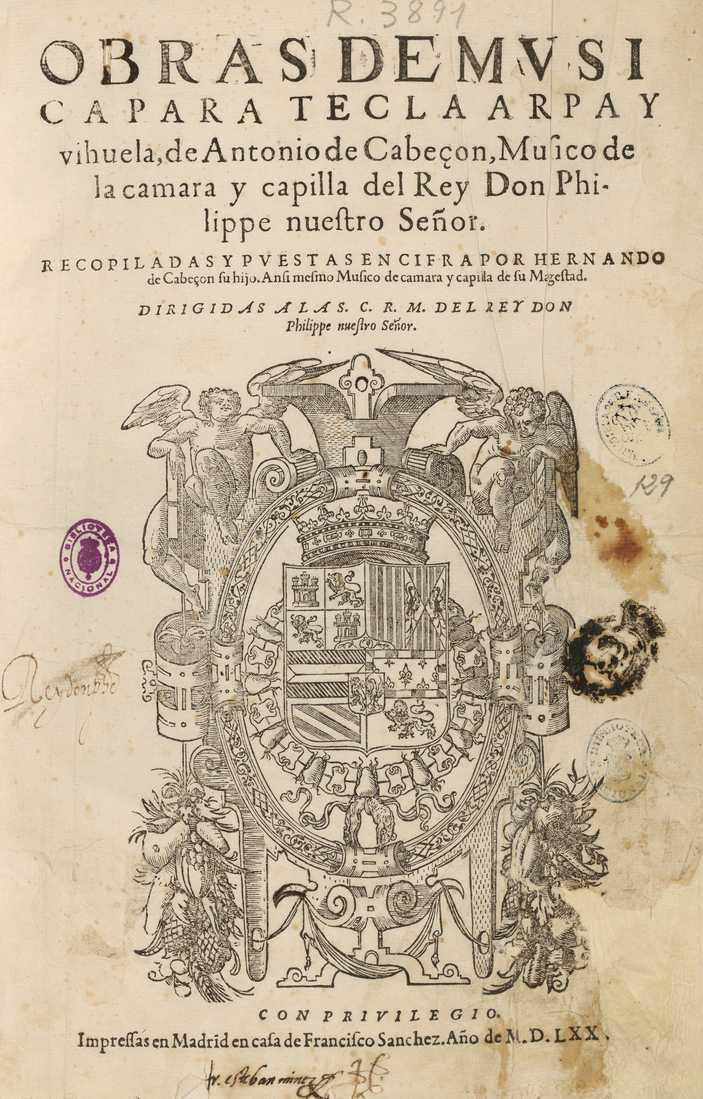
Las obras de música para tecla, arpa y vihuela de Antonio de Cabezón, publicadas en Madrid, por su hijo Hernando de Cabezón

Desde enero hasta diciembre de 1559 fue organista sustituto de la capilla real. Fue nombrado organista de la catedral de Sigüenza el 15 de noviembre de 1563, el cabildo de esta ciudad lo llamó por las buenas referencias que sobre él tenía, aunque debido a la habitual lentitud de la burocracia imperante hasta el 29 de noviembre de 1564 no se le da licencia “para tañer el órgano y órganos de la iglesia”, tras sometérsele a la habitual investigación sobre su ascendencia a cargo de la Inquisición. 
En 1566 sucedió a su padre como organista del rey Felipe II. Acompañó a la corte en sus numerosos viajes, permaneciendo en Portugal entre 1580 y 1581. A la muerte de Felipe II continuó como músico de cámara del nuevo rey Felipe III hasta su fallecimiento. En 1578 publica Obras de música para tecla, arpa y vihuela de Antonio de Cabeçon/recopiladas y puestas en cifra por Hernando de Cabeçon (Madrid, en casa de Francisco Sánchez, 1578), dos libros de música puestos en cifra (tablaturas) con composiciones de su padre Antonio de Cabezón y de él mismo con obras para tecla, arpa y vihuela. Se trata de obras de carácter tanto litúrgico como profano, tientos, canciones y conjuntos de variaciones.
- Datos: Q3775372